# Somogyvámos
Somogyvámos là một thị trấn thuộc hạt Somogy, Hungary. Thị trấn này có diện tích 25,02 km², dân số năm 2010 là 767 người, mật độ 31 người/km².